# Афанасьев, Сергей Александрович
Серге́й Алекса́ндрович Афана́сьев (30 августа 1918, Клин, Московская область — 13 мая 2001, Москва) — советский государственный деятель, министр общего машиностроения СССР (1965—1983), министр тяжёлого и транспортного машиностроения СССР (1983—1987), дважды Герой Социалистического Труда (14 февраля 1975, 29 августа 1978). Заслуженный машиностроитель СССР (1988). Лауреат Ленинской, Сталинской и Государственной премий СССР. Депутат Верховного Совета СССР: Совета Союза 7-11 созывов (1966–1989) от Свердловской области, Совета Национальностей 6 созыва (1962—1966) от Чечено-Ингушской АССР. В Верховный Совет 9-го созыва избран от Ленинского избирательного округа № 301 Свердловской области. Член ЦК КПСС (1961—1989).

## Биография
Русский. В 1941 году окончил с отличием МВТУ им. Баумана, работал инженером-конструктором на артиллерийском заводе в подмосковном городе Калининграде. Во время учёбы работал старшим наладчиком станков-автоматов на ЗИСе.
Во время Великой Отечественной войны, после эвакуации оказался в Перми на Мотовилихинском артиллерийском заводе, где проработал всю войну, последовательно пройдя ступени инженера-конструктора, старшего инженера-конструктора, начальника технического отдела, заместителя начальника цеха, заместителя главного механика завода. Член КПСС (1944).
В 1946 году приказом министра вооружения был переведён в Главное техническое управление Министерства вооружения СССР, в котором работал старшим инженером, начальником отдела, заместителем начальника управления. В 1955 году назначен начальником Технического управления Министерства оборонной промышленности СССР.
В 1957 году был назначен заместителем председателя совнархоза по оборонной промышленности Ленинградского экономического административного района, с 1958 года – председателем совнархоза. С 1961 по 1965 год — председатель СНХ РСФСР и заместитель председателя Совета министров РСФСР.
В 1965—1983 годах — министр общего машиностроения СССР. На этом пост ему пришлось организовывать работу «с нуля», объединяя под единым началом многие научно-исследовательские институты (НИИ) и конструкторские бюро (КБ), работающие над созданием ракетно-космической техники.
Министерство сумело в короткие сроки внедрить последние научно-технические разработки и наладить производство по созданию лучших образцов межконтинентальных баллистических ракет (МБР) и баллистических ракет для подводных лодок (БРПЛ). На боевое дежурство в шахтных и иных пусковых устройствах встали около 1000 МБР и 500 БРПЛ.
Министерство также обеспечивало создание космических орбитальных станций, в том числе станции «Мир». В системе министерства находились КБ таких выдающихся конструкторов, как В. П. Бармин, В. П. Глушко и многие другие. Оно также работало с С. П. Королёвым и с В. П. Макеевым.
Важность ракетно-космической отрасли позволяла Афанасьеву при решении сложных вопросов выходить напрямую не только на членов Политбюро, но и на лидеров страны, в том числе на Л. И. Брежнева, Ю. В. Андропова, К. У. Черненко и М. С. Горбачёва.
Будучи депутатом Верховного Совета СССР от Свердловской области, он был близко знаком с первым секретарем обкома Б. Н. Ельциным, они часто вместе посещали предприятия отрасли в области.
Афанасьев был одним из немногих, кто осмелился ослушаться Л. П. Берию. На совещании в Кремле в 1950-х годах Берия поставил задачу наладить выпуск военных ракет на одном из заводов на юге страны в рекордно сжатые сроки — за несколько месяцев. Афанасьев, в то время молодой инженер, сказал, что это нереальная задача и потребовал больше времени. После совещания лишь один из присутствующих заступился за упрямого инженера, и пояснил, что если Афанасьева уберут, начало производства затянется больше чем на год, так как реальной замены ему нет.
Был высокого роста (около 182 см) и обладал командным голосом.
В 1983–1987 годах — министр тяжёлого и транспортного машиностроения, а с 1988 года работал консультантом в Группе генеральных инспекторов Министерства обороны СССР, став первым гражданским за всю её историю. Выведен из состава ЦК КПСС на пленуме ЦК в апреле 1989 года.
До последних дней жизни был главным научным консультантом РКК «Энергия» им. С. П. Королёва.
Похоронен на Новодевичьем кладбище в Москве.

## Награды и премии
- дважды Герой Социалистического Труда (14.02.1975; 29.08.1978)
- Орден «За заслуги перед Отечеством» III степени (26.08.1996) — за заслуги перед государством, большой вклад в становление и развитие отечественной ракетно-космической отрасли промышленности[10]
- 7 орденов Ленина (1958; 17.06.1961; 26.07.1966; 29.08.1968; 25.10.1971; 14.02.1975; 29.08.1978)
- Орден Октябрьской Революции (5.11.1982)
- 2 ордена Трудового Красного Знамени (1957; 30.08.1983)
- орден Красной Звезды (1945)
- медали
- Орден «За заслуги» II степени (19.08.1998, Украина) — за весомый личный вклад в становление украинской государственности, заслуги в социально-экономическом, научно-техническом и культурном развитии Украины и по случаю 7-й годовщины независимости Украины[11]
- Ленинская премия (1973)
- Сталинская премия 2-й степени (1952)
- Государственная премия СССР (1977)
- Благодарность Президента Российской Федерации (09.04.1996) — за большой личный вклад в развитие отечественной космонавтики[12]
- Почётная грамота Правительства Российской Федерации (06.09.1998) — за большой личный вклад в становление и  развитие ракетно-космической промышленности, многолетний добросовестный труд и в связи с 80-летием со дня рождения[13]

## Почётные звания
- Заслуженный машиностроитель СССР (29 июня 1988)
- Почётный гражданин Клинского района (2001, посмертно)

## Память
- Именем С.А. Афанасьева назван сквер в городе Клин, а также установлен бюст.
- 19 февраля 2016 года решением Городской межведомственной комиссии по наименованию территориальных единиц, улиц, станций метрополитена, организаций и других объектов города Москвы имя С. А. Афанасьева присвоено Федеральному Государственному Унитарному Предприятию «НПО „Техномаш“»[14].
- В сентябре 2023 года в честь 105-летия С. А. Афанасьева нанесено его изображение на ракету-носитель «Союз-2.1а», предназначенную для запуска корабля «Союз МС-24» к Международной космической станции[15].

## Семья
- Супруга  —  Афанасьева Тамара Андреевна (1925 – 2002)
- Сын  —  Афанасьев Александр Сергеевич (1951 – 2010)
- Дочь  —  Афанасьева Марина Сергеевна (1956 – 2002)[16]